# Berlin-Gdynia-Express

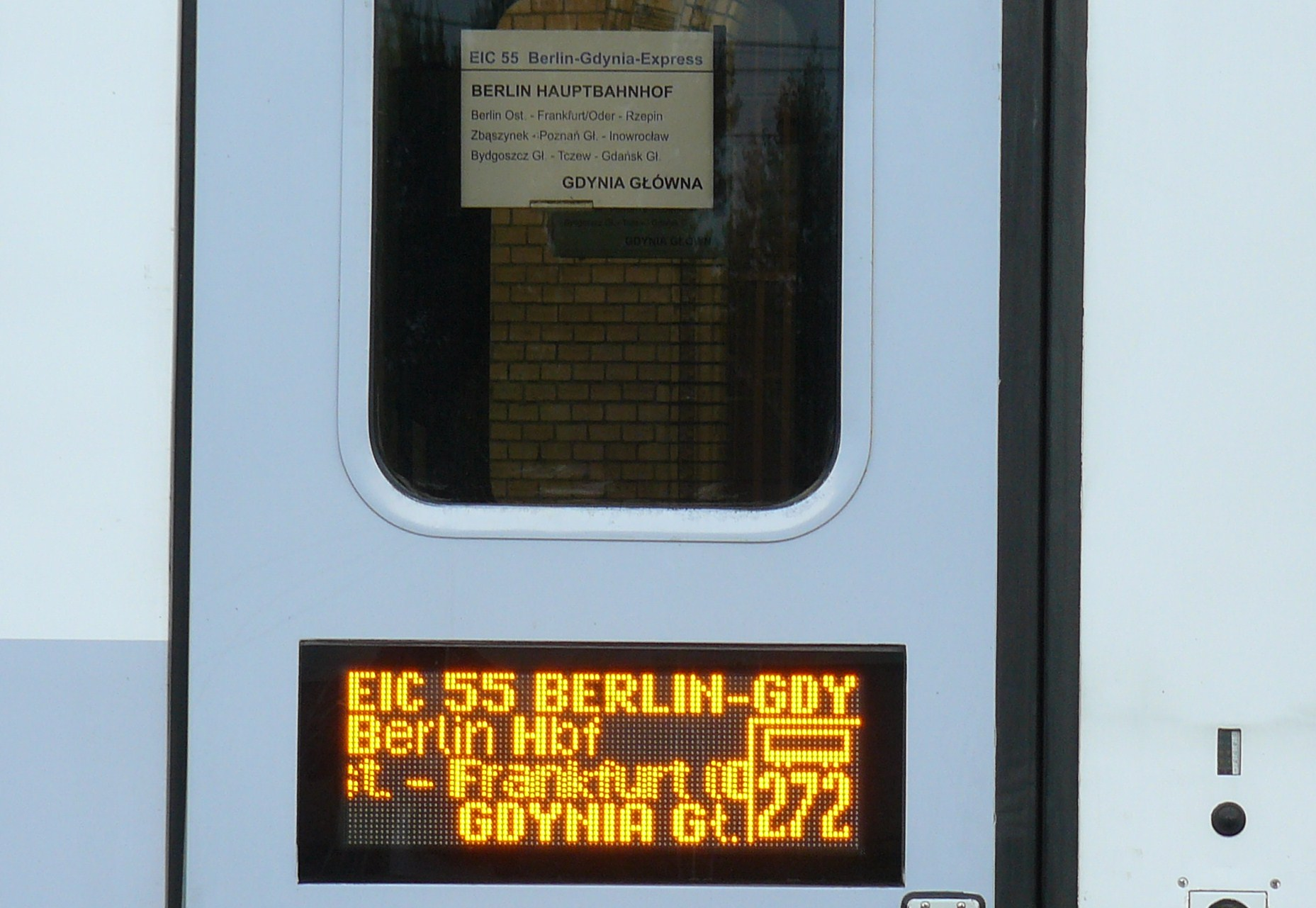
Wagon BGE z widoczną tablicą relacyjną

Berlin-Gdynia-Express (BGE) – (EC/IC 58/59) międzynarodowe połączenie kategorii EuroCity (na terenie Polski od 2023 InterCity) kursujące od 6 czerwca 2012 pomiędzy stacją Gdynia Główna a stacją Berlin Hauptbahnhof. Wspólny projekt BGE powstał z inicjatywy spółki PKP Intercity oraz Deutsche Bahn. Podróż przez pełną trasę trwa 6 godzin i 18 minut.

## Skład BGE
W składach pociągów znajdują się komfortowe, klimatyzowane wagony klasy 1 i 2 oraz wagon gastronomiczny. W pociągu tym kursują także wagony przystosowane do przewozu osób niepełnosprawnych.

## Stacje pośrednie
Pociąg EC 58 „Berlin-Gdynia-Express” zatrzymuje się na następujących stacjach:
- 1) Gdynia Główna
- 2) Sopot
- 3) Gdańsk Oliwa
- 4) Gdańsk Wrzeszcz
- 5) Gdańsk Główny
- 6) Tczew
- 7) Bydgoszcz Główna
- 8) Inowrocław
- 9) Gniezno
- 10) Poznań Główny
- 11) Zbąszynek
- 12) Świebodzin
- 13) Rzepin
- 14) Frankfurt (Oder)
- 15) Berlin Ostbahnhof
- 16) Berlin Hauptbahnhof